# 藍色比爾街的沉默
是一部2018年美國愛情劇情片，由巴瑞·賈金斯自編自導，改編自詹姆斯·鮑德溫的1974年小說《假若比爾街能說話》。主演包括琪琪·蘭恩、史帝芬·詹姆士、柯爾曼·多明戈、泰娜·帕麗斯、布萊恩·泰瑞·亨利、麥可·畢奇、艾德·斯克林、戴夫·法蘭科、佩德羅·帕斯卡與蕾吉娜·金恩。
該片最先於2018年9月9日在多倫多國際影展上首映，並由Annapurna Pictures定於2018年12月14日在美國上映。蕾吉娜·金恩赢得奥斯卡和金球奖最佳女配角奖。

## 劇情
花樣年華的黑人情侶，情網裡繾綣纏綿，幸福似乎觸手可及，男方卻突然被誣陷強暴入獄，女方亦驚覺懷孕。她與母親四處奔波，為情郎洗刷罪嫌，然而殘酷現實逼人一夜長大，究竟如何才能掙脫荒誕的命運漩渦？

## 演員
- 琪琪·蘭恩（英语：KiKi Layne）飾演克萊曼婷·「蒂許」·李夫斯（Clementine "Tish" Rivers）
- 史帝芬·詹姆士（英语：Stephan James）飾演艾朗佐·「福尼」·亨特（Alonzo "Fonny" Hunt）
- 蕾吉娜·金恩飾演莎朗·李夫斯（Sharon Rivers）
- 柯爾曼·多明戈飾演喬瑟夫·李夫斯（Joseph Rivers）
- 泰娜·帕麗斯飾演厄妮絲汀·李夫斯（Ernestine Rivers）
- 布萊恩·泰瑞·亨利飾演丹尼爾·卡帝（Daniel Carty）
- 艾德·斯克林飾演貝爾警官（Officer Bell）
- 艾蜜莉·蕾歐絲（英语：Emily Rios）飾演薇多莉亞·羅傑斯（Victoria Rogers）
- 麥可·畢奇飾演法蘭克·亨特（Frank Hunt）
- 戴夫·法蘭科飾演里夫（Levy）
- 狄亞哥·盧納飾演佩德洛克提托（Pedrocito）
- 佩德羅·帕斯卡飾演彼得羅·阿爾瓦萊斯（Pietro Alvarez）
- 芬恩·維特羅克飾演海沃德（Hayward）
- 安潔紐·艾莉絲飾演亨特女士（Mrs. Hunt）
- 多米妮克·索恩飾演雪莉亞·亨特（Shelia Hunt）

## 發行
《藍色比爾街的沉默》於2018年12月14日在美國有限上映，由Annapurna Pictures發行，並於12月25日起擴大上映。該片的美國上映日原定為2018年11月30日。
該片於2018年9月9日在多倫多國際影展上舉行全球首映。後於2018年10月11日在紐約影展上放映；2018年10月21日登上紐奧良影展；2018年11月10日，該片在聖路易國際影展上展出。
烂番茄新鲜度95%，Metacritic得分87，获得广泛好评。

## 奖项
| 奖项                 | 颁发日期      | 类别         | 提名人               | 结果 | 参考   |
| -------------------- | ------------- | ------------ | -------------------- | ---- | ------ |
| 第91届奥斯卡金像奖   | 2019年2月24日 | 最佳女配角   | 蕾吉娜·金            | 獲獎 | [ 9 ]  |
| 第91届奥斯卡金像奖   | 2019年2月24日 | 最佳改编剧本 | 巴里·杰金斯          | 提名 | [ 9 ]  |
| 第91届奥斯卡金像奖   | 2019年2月24日 | 最佳原创音乐 | 尼古拉斯·布莱泰尔    | 提名 | [ 9 ]  |
| 第72届英国电影学院奖 | 2019年2月10日 | 最佳改编剧本 | 巴里·杰金斯          | 提名 | [ 10 ] |
| 第72届英国电影学院奖 | 2019年2月10日 | 最佳原创音乐 | 尼古拉斯·布莱泰尔    | 提名 | [ 10 ] |
| 第76届金球奖         | 2019年1月6日  | 最佳劇情片   | 《如果比尔街能说话》 | 提名 | [ 11 ] |
| 第76届金球奖         | 2019年1月6日  | 最佳编剧     | 巴里·杰金斯          | 提名 | [ 11 ] |
| 第76届金球奖         | 2019年1月6日  | 最佳女配角   | 蕾吉娜·金            | 獲獎 | [ 11 ] |

## 外部連結
- 官方网站
- 互联网电影数据库（IMDb）上《藍色比爾街的沉默》的资料（英文）
- Metacritic上《藍色比爾街的沉默》的資料（英文）
- 爛番茄上《藍色比爾街的沉默》的資料（英文）